# Fabrice Pellegrin
Fabrice Pellegrin est un parfumeur créateur français, né à Grasse le 22 janvier 1969 .

## Biographie
Fils de parfumeur, il apprend le métier de parfumeur en cueillant les fleurs avec sa grand mère maternelle, Pompilia Furia, dans les collines de Grasse. Son père parfumeur, Georges Pellegrin, a réalisé l'intégralité de sa carrière professionnelle dans l'entreprise Robertet. 
La dimension internationale de Robertet a permis à la famille Pellegrin, de séjourner plusieurs années en Argentine et au Brésil de 1978 à 1983.
Après l'obtention de son baccalauréat, Fabrice Pellegrin, intègre l'entreprise Robertet, de 1989 à 1995.
Son apprentissage chez Robertet comprend des tâches de manutention et transformation des matières premières, de contrôle qualité et chromatographie, mais aussi de collaboration avec les parfumeurs.
Sa carrière de parfumeur débute chez Mane en 1995 où il reste jusqu'en 2008, année où il intègre Firmenich.
Depuis 2013, Fabrice Pellegrin occupe chez Firmenich à la fois la fonction de parfumeur au sein du centre de création de Paris et le poste de responsable de l'innovation et du développement des matières premières naturelles à Grasse.

## Créations
Fabrice Pellegrin a créé de nombreux parfums, dont :
 (janvier 2019).
- Calèche Eau Délicate Hermès 2003
- Do Son Diptyque 2005
- Eau de Lierre Diptyque 2006[4]
- Insensé Givenchy 2007
- Cockpit Azzaro 2008
- Womanity Thierry Mugler 2010
- Eau Duelle Diptyque 2010[5]
- Eau Mage Diptyque 2011[6],[7]
- Fuel for Life Denim for Her and for Him Diesel, avec Annick Ménardo], 2011[8]
- Black XS L’Excès Him Paco Rabanne 2012
- Volutes Diptyque 2012
- Blackberry & Bay, Velvet Rose & Oud Jo Malone 2012
- Oud Réminiscence 2013[9]
- Bloody Rose Dear Rose Collection 2014
- Tea Escape Replica Collection Maison Martin Margiela 2014[10]
- La Fille de l'air Courrèges 2015[11]
- Patchouli blanc, White Tubereuse Reminiscence  2015
- Royal Leather: Mayfair, Smoke for the Soul By Kilian 2015[12]
- Vert Malachite, Fil Rouge Armani Privé 2016
- Wanted, Azzaro 2016[13]
- L’Insoumis Lalique 2016
- Eau Dominotée, Essences Incensées Florabellio Diptyque 2016
- Néroli d’Ispahan The Collection Boucheron 2017
- Au Bord de l’Eau, Sur l’Herbe, Bucolique de Provence, L'Artisan Parfumeur 2017
- Bois Doré, Rêve de Cashmere Collection Extraordinaire, Van Cleef & Arpels 2017
- Scandal Jean Paul Gaultier, avec Daphné Bugey 2017
- Azzaro pour Elle Eau de Toilette, Azzaro avec Nathalie Lorson 2018
- Joop! WoW! for Women, Joop 2018

## Évènements notables
- Ouverture de l'ESP à Grasse en octobre 2018 - École Supérieure du Parfum www.ecole-parfum.com
- Élu Meilleur parfumeur de l'année en 2017[2] par la profession - Prix décerné au Pavillon Gabriel - Paris VIII eme
- Intervention au Sénat, pour l'inscription des savoirs du parfum en 2017
- Documentaire [http://"Grands%20Reportages" https://vimeo.com/262701902] sur la chaîne de télévision française TF1 en mars 2018 https://vimeo.com/262701902
- UNESCO - participation collaborative avec le sénateur maire Jean-Pierre Leleux - Les savoir-faire liés au parfum en pays de Grasse sont inscrits au patrimoine culturel immatériel de l'humanité Grasse - décembre 2018
- Documentaire Xénius sur la chaine de télévision Arte le 5 février 2019